# Storabborrtjärnen (Anundsjö socken, Ångermanland, 704978-158256)
Storabborrtjärnen är en sjö i Örnsköldsviks kommun i Ångermanland och ingår i Ångermanälvens huvudavrinningsområde.